# Lemmon (Dakota del Sud)
Lemmon è un comune degli Stati Uniti d'America, situato in Dakota del Sud, nella contea di Perkins.